# Hilara dracophylli
Hilara dracophylli är en tvåvingeart som beskrevs av Miller 1923. Hilara dracophylli ingår i släktet Hilara och familjen dansflugor. Inga underarter finns listade i Catalogue of Life.